# Хлутков, Валерий Николаевич
Валерий Николаевич Хлутков (род. 18 сентября 1987, пос. Солонцы) — российский регбист, играющий на позиции нападающего в команде «Локомотив-Пенза» и на позиции центрового или крайнего трехчетвертного в сборной России по регби-7.

## Карьера
Валерий начал свой путь регбиста еще в школе. В 9 лет в школе пос. Солонцы пришел новый тренер Р. Бикбов и организовал тренировки для учащихся. В 2012 г. Валерий попал в клуб «Журбол», где успешно развивал свои навыки игры на протяжении 4 лет. Еще 2 года был в составе клуба «Дружина».
В настоящее время является игроком «Локомотив-Пенза».
В 2007 г. начал играть за сборную России по регби-7.